# Scott Brook (Chestnut Creek)
Scott Brook – rzeka w stanie Nowy Jork, w hrabstwie Sullivan, uchodząca do Chestnut Creek. Zarówno długość cieku, jak i powierzchnia zlewni nie zostały oszacowane przez USGS.